# Paracartus fasciculosus
Paracartus fasciculosus là một loài bọ cánh cứng trong họ Cerambycidae.